# Langwedel (Verdeni járás)
Langwedel (Weser) település Németországban, azon belül Alsó-Szászország tartományban. Lakosainak száma 14 729 fő (2023. december 31.). Langwedel Dörverden és Verden községekkel határos.

## Népesség
A település népességének változása:
| Lakosok száma | 14 394 | 14 415 | 14 423 | 14 425 | 14 654 | 14 729 |
|               | 2016   | 2017   | 2019   | 2021   | 2022   | 2023   |